# گلوله خوشه‌ای

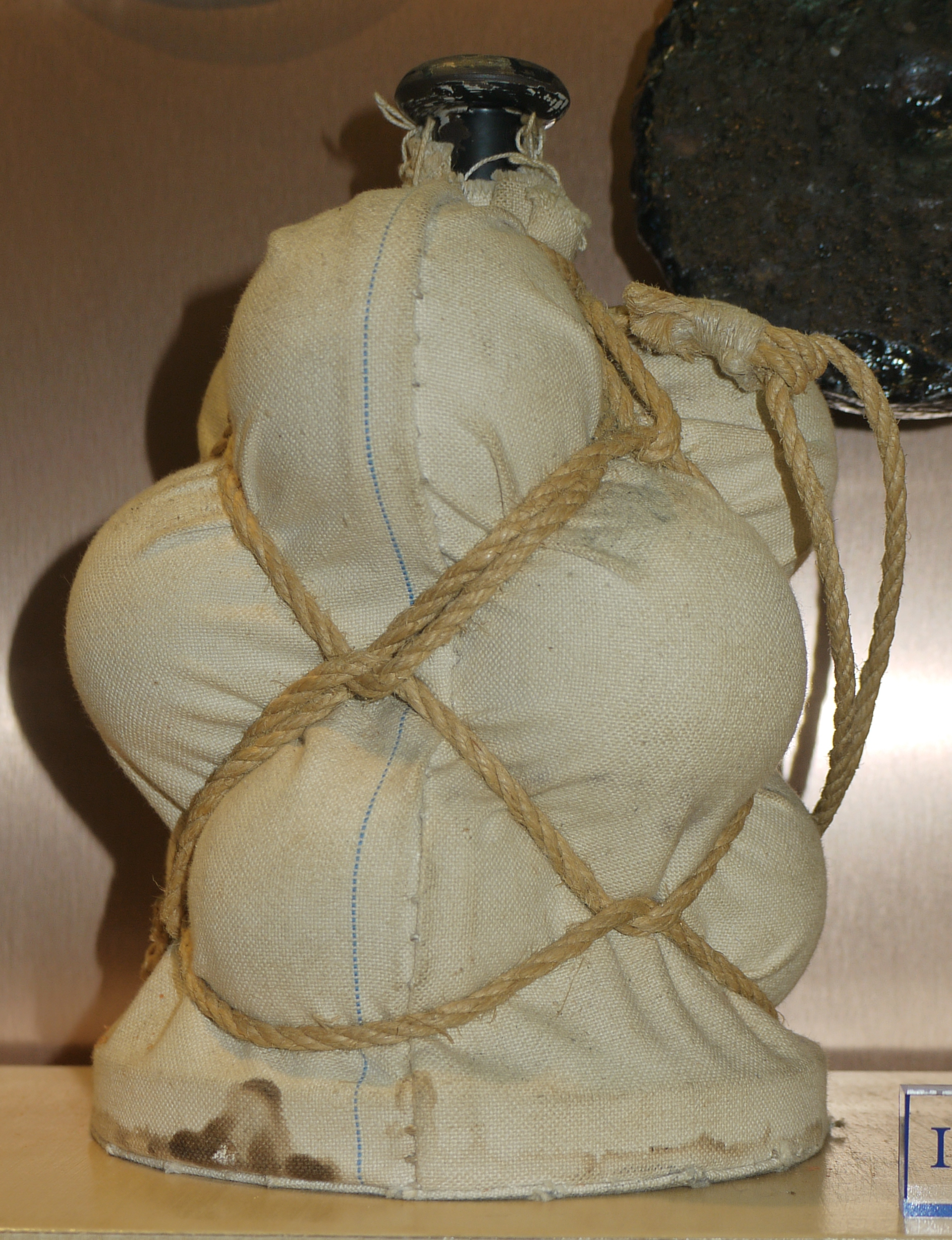
نمونهٔ گلولهٔ خوشه‌ای

در توپخانه گلوله خوشه‌ای (انگلیسی: Grapeshot) به نوعی ساچمه اشاره دارد که مجموعه‌ای از توپک‌ها یا تکه فلزهای کوچکی باشد که در یک کیسه محکم به هم بسته شده‌باشند. گلولهٔ خوشه‌ای در جنگ زمینی و دریایی استفاده می‌شود و پس از اسمبل شدن ظاهری شبیه به خوشهٔ انگور دارد.
پس از شلیک، توپک‌ها از لوله سلاح پخش می‌شوند و حالتی شبیه به یک تفنگ ساچمه‌زنی عظیم‌الجثه پیدا می‌کنند.
گلوله‌های خوشه‌ای علیه پیاده‌نظام در برد نزدیک شدیداً مؤثر بود. توپ‌ها معمولاً در برد دور به دشمن با گلوله توپ شلیک می‌کردند و با نزدیک شدن به سربازان یا در صورت حمله از گلولهٔ خوشه‌ای استفاده می‌کردند.